# Mare Smythii

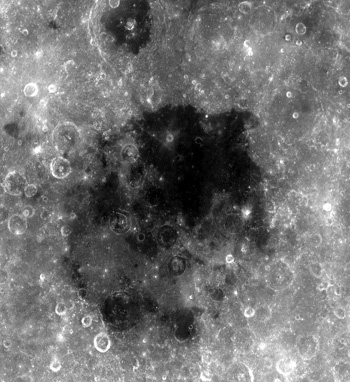
Mare Smythii

Mare Smythii (Latijn: zee van Smyth) is een mare aan de oostelijke rand van de naar de Aarde toegekeerde kant van de Maan.

## Beschrijving
Mare Smythii ligt in een gelijknamig inslagbekken, dat gevormd werd in het tijdperk Prenectarium. Het omliggende landschap komt uit het Nectarium en het vloedbasalt dat de mare opgevuld heeft uit het Laat Imbrium en Eratosthenium. Het vloedbasalt van Mare Smythii is relatief rijk aan aluminium.

## Locatie
De noordelijke helft van Mare Smythii bevindt zich in libratiezone III, de zuidelijke helft in libratiezone IV. Libratiezones III en IV raken elkaar omstreeks het gedeelte van de evenaar aan de oostelijke rand van de Maan. Ten noorden van Mare Smythii ligt de inslagkrater Neper, aan de zuidelijke rand van Mare Marginis. Ten noordwesten van Mare Smythii liggen de kraters Schubert en Schubert B. De donkere, met basalt opgevulde krater aan de zuidelijke rand van Mare Smythii is Kästner.

## Naamgeving
Mare Smythii is genoemd naar de Britse astronoom William Henry Smyth (1788-1865). De benaming Mare Smythii is afkomstig van de Britse selenograaf John Lee (1783-1866) .

## Meest gefotografeerde gebied tijdens het Apolloprogramma
Het gebied van Mare Smythii werd frequent gefotografeerd tijdens zowat elke maanmissie van het Apolloprogramma. Dat kwam omdat de oostelijke kant van de Maan altijd door de zon werd beschenen, en de banen van elke CSM-LM-combinatie elkander boven Mare Smythii kruisten. Anderzijds tonen de orbitale foto's van het Apolloprogramma geen schaduwen in de kraters van Mare Smythii, omdat de zon aldaar steeds in het zenit stond. Het gebied recht tegenover Mare Smythii, ten noordwesten van Mare Orientale, werd tijdens het Apolloprogramma nooit gefotografeerd omdat het tijdens de Apollomissies nooit door de zon werd beschenen.

## Kraters en andere oppervlaktestructuren in Mare Smythii die een naam hebben gekregen
- Avery

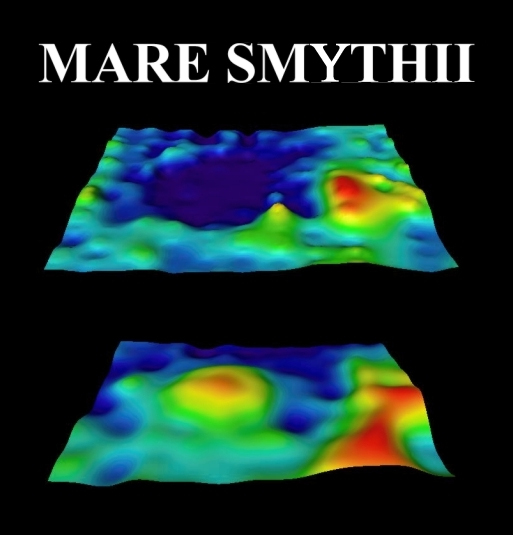
Reliëf (boven) en gravitatie (onder) in de omgeving van Mare Smythii. Vergelijking van de twee plaatjes laten de mascon zien in het centrum van de mare.

- Camoens (zuidzuidoost van Schubert C)
- Dorsa Dana
- Dorsum Cloos
- Haldane
- Helmert
- Hume
- Hume Z (Li Po)
- Kao
- Kiess (gedurende de hoogtijdagen van NASA's Apolloprogramma was deze krater, samen met Widmannstatten, bekend als de Wright Brothers)
- Lebesgue
- Peek
- Pirandello (ten oosten van Peek)
- Purkyne S (Milton)
- Purkyne U (Tasso)
- Purkyne V (Hugo)
- Runge
- Schubert C (Doyle)
- Slocum
- Swasey
- Talbot
- Tucker
- Warner
- Widmannstatten (gedurende de hoogtijdagen van NASA's Apolloprogramma was deze krater, samen met Kiess, bekend als de Wright Brothers)

Noot: de cursief vermelde namen in deze lijst komen voor op de Lunar Topographic Ortophotomaps (LTO) die na het Apolloprogramma werden samengesteld aan de hand van hoge resolutiefoto's verkregen met de Fairchild- en Itekcamera's aan boord van de Scientific Instruments Modules (SIM) van Apollo 15, 16, en 17. Deze LTO-gerelateerde namen werden niet-officieel verklaard door de Internationale Astronomische Unie (IAU).